# フランチシェク・クサヴェリ・ブラニツキ

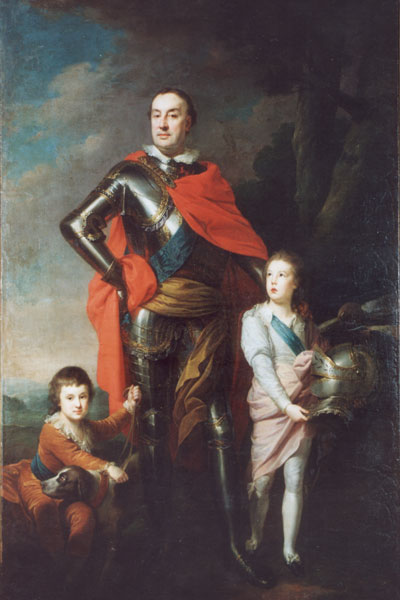
フランチシェク・クサヴェリ・ブラニツキ伯爵

フランチシェク・クサヴェリ・ブラニツキ伯爵（Franciszek Ksawery Branicki, 1730年 - 1819年）は、ポーランド・リトアニア共和国のマグナート、軍司令官。タルゴヴィツァ連盟の指導者の一人。
1764年に王冠領副大膳官、1765年にプロイセン大使、1766年から1773年まで王冠領狩猟長、1768年から1773年までリトアニア砲兵隊長官、1771年にロシア帝国大使、1773年に王冠領野戦ヘトマン、1774年から1794年まで王冠領大ヘトマンを務めた。1768年には白鷲勲章を受章している。1784年、ロシアのグリゴリー・ポチョムキン公爵の姪で女帝エカチェリーナ2世寵愛の女官であったアレクサンドラ・エンゲルハルトと結婚した。
ブラニツキはスタニスワフ・シュチェンスヌィ・ポトツキ、セヴェリン・ジェヴスキらと同盟して四年議会（1788年 - 1792年）では自由主義改革に反対し、タルゴヴィツァ連盟を結成してロシア軍をポーランドに引き入れ、ロシア・ポーランド戦争およびポーランド・リトアニア共和国消滅の直接的な原因を作った。1794年、コシチュシュコ蜂起では蜂起軍の最高刑事法廷から死刑宣告を言い渡されたが、本人は不在であったため肖像画が代わりに燃やされた。ブラニツキは色事師ジャコモ・カサノヴァと決闘したことでも知られる。この決闘では両人とも怪我を負ったが死ぬことはなかった。
ブラニツキは1819年4月、ビーラ・ツェールクヴァ（現在のウクライナ）で死んだ。